# 福赛大学
福赛大学（Full Sail University，简称Full Sail），成立于1979年，坐落在美国佛罗里达州中部的温特帕克市，是一所旨在培养娱乐和媒体业人才的私立大学。
福赛大学由美国职业学校和学院认证委员会（Accrediting Commission of Career Schools and Colleges，ACCSC）全国性认证；福赛大学颁发由该委员会认证的，涵盖音频、电影、艺术与设计、动画与游戏、信息技术、商业等领域专业的副学士、学士以及硕士学位。
除了传统的在校教育，自2007年始，福赛大学也提供网络远程教育。
福赛大学现有24个在校专业（3个硕士专业，18个本科专业，3个副学士专业）和1个在校证书课程，26个远程专业（11个硕士专业，14个本科专业，1个副学士专业）和2个远程证书课程。
2014年度好莱坞报告，将福赛大学列为全球顶尖25所音乐学校之一，其中第一名至第三名分别是纽约的朱丽叶音乐学院，波士顿的伯克利音乐学院，和洛杉矶的南加州大学。

## 发展历史
1979年，乔恩·菲尔普斯（Jon Phelps）在美国俄亥俄州的代顿市（Dayton, Ohio）创办了福赛录音培训学校（Full Sail Recording Workshop），当时学校只提供录音艺术相关的课程。1980年，学校搬到了佛罗里达州的奥兰多市（Orlando, Florida）。1988年，学校增设了电影相关的课程。1989年，学校搬到了它至今所在的位置，佛罗里达州的温特帕克市 （Winter Park, Florida），并更名为了福赛录音艺术中心学校（Full Sail Center for the Recording Arts）。1990年，学校获得了颁发专业副学士学位的资质。
1989年到1991年，学校连续三年获得了《Mix》杂志卓越技术和创新奖（Technical Excellence & Creativity Awards，TEC Awards）的最佳录音学校/课程（Recording School/Program）。
1995年到1999年间，学校先后增设了数字媒体（Digital Media）、游戏设计（Game Design）、演出制作与巡演（Show Production & Touring）、电脑动画（Computer Animation）这几个副学士专业，并更名为福赛实践教育学校（Full Sail Real World Education）。
2003年，学校开设了第一个学士专业——娱乐商业。2005年，学校的音乐课程被《滚石》（Rolling Stone）杂志评选为全美最好的五个音乐课程之一（one of the five best music programs in the country）。2007年，学校开设了娱乐商业硕士，这是学校的第一个硕士专业。同年，学校又开设了娱乐商业硕士的远程课程，这是学校的第一个网络远程专业。
2008年，学校从佛罗里达州教育部下属的独立教育委员会处获得了大学资质，并正式更名为福赛大学（Full Sail University）。

## 专业设置
| Campus Programs 在校专业和课程                    | Online Programs 远程专业和课程                                  |
| ------------------------------------------------- | --------------------------------------------------------------- |
| Master's Degree Programs 硕士学位专业             | Master's Degree Programs 硕士学位专业                           |
| Entertainment Business 娱乐商业                   | Business Intelligence 商业智能                                  |
| Film Production 电影制作                          | Creative Writing 创意写作                                       |
| Game Design 游戏设计                              | EBMS: Sports Management Elective Track 娱乐商业（体育管理方向） |
| Bachelor's Degree Programs 学士学位专业           | Entertainment Business 娱乐商业                                 |
| Cloud Technologies 云技术                         | Instructional Design & Technology 教学设计与技术                |
| Computer Animation 电脑动画                       | Innovation & Entrepreneurship 创新与创业                        |
| Creative Writing for Entertainment 娱乐创意写作   | Internet Marketing 网络营销                                     |
| Digital Arts & Design 数字艺术与设计              | Media Design 媒体设计                                           |
| Entertainment Business 娱乐商业                   | Mobile Gaming 移动游戏                                          |
| Film 电影                                         | New Media Journalism 新媒体新闻学                               |
| Game Art 游戏美术                                 | Public Relations 公共关系                                       |
| Game Development 游戏开发                         | Bachelor's Degree Programs 学士学位专业                         |
| Media Communications 媒体传播                     | Computer Animation 电脑动画                                     |
| Mobile Development 移动应用开发                   | Creative Writing for Entertainment 娱乐创意写作                 |
| Music Business 音乐商业                           | Digital Cinematography 数字电影摄影                             |
| Music Production 音乐制作                         | Entertainment Business 娱乐商业                                 |
| Recording Arts 录音艺术                           | Game Art 游戏美术                                               |
| Show Production 演出制作                          | Game Design 游戏设计                                            |
| Simulation & Visualization 模拟与可视化           | Graphic Design 平面设计                                         |
| Software Development 软件开发                     | Internet Marketing 网络营销                                     |
| Sports Marketing & Media 体育营销与媒体           | Music Business 音乐商业                                         |
| Web Design & Development 网页设计与开发           | Media Communications 媒体传播                                   |
| Associate's Degree Programs 副学士学位专业        | Mobile Development 移动应用开发                                 |
| Event Production 活动制作                         | Music Production 音乐制作                                       |
| Graphic Design 平面设计                           | Sports Marketing & Media 体育营销与媒体                         |
| Recording Arts 录音艺术                           | Web Design & Development 网页设计与开发                         |
| Certificate Program 证书课程                      | Associate's Degree Programs 副学士学位专业                      |
| English as a Second Language (ESL) 英语为第二语言 | Audio Production 音频制作                                       |
|                                                   | Graduate Certificate Programs 研究生证书课程                    |
|                                                   | Instructional Design & Technology 教学设计与技术                |
|                                                   | Internet Marketing 网络营销                                     |

## 所获荣誉
福赛大学在《普林斯顿评论》（Princeton Review）评出的2015年25所最佳游戏设计专业（Game Design）研究生院校（Graduate Schools）名单中排名第18。
福赛大学在2013年11月8日期的《好莱坞报道》（The Hollywood Reporter）中被评为活跃的音乐商学院之一（Music Business Schools With Buzz）。
福赛大学在2013年学生顾问网（StudentAdvisor.com）美国100所最善于运用社交媒体的院校名单中排名第7。
福赛大学被Shift杂志评选为全美十所最佳新媒体学校之一。
福赛大学在2011年获得了新媒体联盟（New Media Consortium，NMC）的卓越中心奖（Center of Excellence Awards）。
影像合成和场景完成课（Compositing and Scene Finishing）被《动画杂志》（Animation Magazine）评为最好的课程。
“福赛是游戏学校中的哈佛。”——Tips & Tricks杂志，2007年四月期
福赛的音乐课程在2005年被《滚石》（Rolling Stone）杂志评选为全美最好的五个音乐课程之一（one of the five best music programs in the country）。

## 知名校友
Phil Tan （页面存档备份，存于） - 三届格莱美奖获得者。1989年就读于福赛的录音艺术课程。
Gary Rizzo （页面存档备份，存于） - 凭借电影作品《盗梦空间》获得了第83届奥斯卡最佳混音奖。1993年10月毕业于福赛的录音艺术（Recording Arts）课程。
Darren Lynn Bousman （页面存档备份，存于） - 电影《电锯惊魂2》、《电锯惊魂3》、《电锯惊魂4》的导演。毕业于福赛的电影（Film）专业。
Kristifir Klein （页面存档备份，存于） - 皮克斯动画师。参与制作的动画电影长片有《勇敢传说》、《飞屋环游记》、《机器人总动员》、《超人总动员》、《海底总动员》、《怪兽电力公司/怪物公司》。毕业福赛的数字媒体（Digital Media）专业。
Laurie Brugger （页面存档备份，存于） - 凭借电影作品《哈利·波特与死亡圣器(上)》获得了视觉特效协会（Visual Effects Society，VES）的真人电影长片中的最佳动画人物奖（Outstanding Animated Character in a Live Action Feature Motion Picture）。2000年毕业于福赛的电脑动画（Computer Animation）专业。
Steve Switaj，1992年毕业于福赛的电影专业，动作控制摄像师，作品《蜘蛛侠2》《黑客帝国2》《查理和巧克力工厂》。

## 外部连接
Full Sail University （页面存档备份，存于）